# Region Apurímac
Region Apurímac – jeden z 25 regionów w Peru. Stolicą jest miasto Abancay.

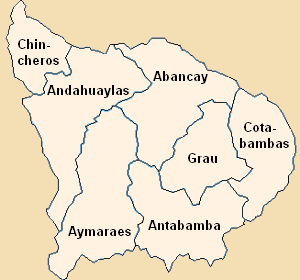
Podział regionu Apurímac na prowincje

## Podział administracyjny regionu
Region podzielony jest na 7 prowincji, które obejmują 80 dystryktów.
| Prowincja   | Stolica prowincji | Liczba dystryktów | UBIGEO |
| ----------- | ----------------- | ----------------- | ------ |
| Abancay     | Abancay           | 9                 | 0301   |
| Andahuaylas | Andahuaylas       | 19                | 0302   |
| Antabamba   | Antabamba         | 7                 | 0303   |
| Aymaraes    | Chalhuanca        | 17                | 0304   |
| Cotabambas  | Tambobamba        | 6                 | 0305   |
| Chincheros  | Chincheros        | 8                 | 0306   |
| Grau        | Chuquibambilla    | 14                | 0307   |